# Глас Црногорца
Глас Црногорца, је недељник за политику и књижевност, званични орган Књажевине односно Краљевине Црне Горе.

...Свима нам је заједничко, као што знате, са народом српским: етничко поријекло, језик, религија, обичаји, литература, или боље рећи Црногорац није ништа друго до Србин, који је одрастао по врлетима балканских планина, један тип са засебним именом.

— Глас Црногорца (27. април 1913).
Излазио је на Цетињу, као наставак часописа Црногорац од 21. априла 1873. до 20. децембра 1915, изузев, због ратних прилика, од октобра до децембра 1877. и у току 1878. Неко време после атентата у Сарајеву излазио је свакодневно. Након што је забрањен лист "Црногорац" у Аустрији, исти лист излази под новим именом "Глас Црногорца".
У уводнику првог броја се каже да је часопис Црногорац престао да излази јер је забрањен од стране влада Турске, Аустрије и Мађарске, да је часопису Црногорац био циљ да „буде тумач осјећања и жеља свега Српства”, као и то да ће нови часопис наставити стопама свога претходника.
Први уредник Сима Поповић, затим Стево Чутурило (бр. 61—65, 1876). Године 1877. и од 6. јануара 1879. формлно је уредник Божо Новаковић, а стварно Јован Павловић, све до 1891, када уредништво преузима Лаза Костић. Од броја 22 исте године је Лазар Томановић, наследивши у уредништву Лазу Костића, а затим се променило више уредника (Живко Драговић, Милош Живковић, Алекса Мартиновић, Филип Јерговић, Славо Радмановић, Милан Павловић, Иво Јовићевић, В. Милићевић).
Од почетка лист је уређиван по принципима савремене журналистике. Од броја 26 1895. уведена је рубрика Службени део. Сарадници су били многи књижевни, научни и јавни радници, домаћи и страни, с краја XIX и почетка XX века (Васа Пелагић, Љубомир Ненадовић, Јован Јовановић Змај, Валтазар Богишић, Стјепан Митров Љубиша, Вук Врчевић, Лаза Костић, Симо Матавуљ, Милан Јовановић-Батут, Павле. А. Ровински, З. Војиновић. Никола I и др.). Садржи богату грађу за проучавање политичке и културне историје Црне Горе. Дуги низ година је неговао књижевни фељтон, који је укинут 1907. године.
Наставио је да повремено излази од 22. јануара 1917. до 18. јуна 1922. (бр.96) у Паризу и Риму, као званични лист црногорске владе у емиграцији (Глас Црногораца — La voix du Monténégrin). Влада Црне Горе у егзилу је поред Гласа Црногорца једно време објављаивала и Српски лист у Женеви.
За време окупације Црне Горе у Другом светском рату, излазио је на Цетињу недељни лист Глас Црногораца — La voce del Montenegro као орган квинслиншког Привременог црногорског комитета, односно Цивилног комесаријата за Црну Гору, у почетку на српском и италијанском, а касније само на италијанском. Први број је изишао 19. априла 1941, а затим 18. маја 1941 — 11. септембра 1943. године.
У последњој деценији 20. века, Глас Црногорца обнавља своје излажење али се убрзо и гаси.